# Нежинский сельсовет (Ставропольский край)
Не́жинский сельсове́т — упразднённое сельское поселение в Предгорном районе Ставропольского края Российской Федерации.
Административный центр — посёлок Нежинский.

## География
Нежинский сельсовет расположен в восточной части Ставропольского края. По его территории протекает река Подкумок. Рельеф горный, природные ресурсы представлены плодородными почвами, имеются лесные массивы.
Нежинский сельсовет граничит с Кабардино-Балкарией, Карачаево-Черкесией, Кисловодским городским округом, Мирненским, Ессентукским и Подкумским сельсоветами Предгорного района Ставропольского края.

## История
23 августа 1990 года решением Президиума Ставропольского краевого Совета народных депутатов образован Мирненский сельсовет с центром в посёлке Мирный, включающий посёлки Мирный и Садовая Долина.
16 декабря 1991 года решением Президиума Ставропольского краевого Совета народных депутатов посёлок Садовая Долина был передан из Мирненского сельсовета в Нежинский сельсовет.
С 16 марта 2020 года, в соответствии с Законом Ставропольского края от 31 января 2020 г. № 12-кз, все муниципальные образования Предгорного муниципального района были преобразованы путём их объединения в единое муниципальное образование Предгорный муниципальный округ.

## Население
| 1989  | 2002  | 2010  | 2011  | 2012  | 2013  | 2014  |
| ----- | ----- | ----- | ----- | ----- | ----- | ----- |
| 4654  | ↗4836 | ↘4308 | ↗4309 | ↘4245 | ↗4266 | ↘4220 |
| 2015  | 2016  | 2017  | 2018  | 2019  | 2020  |       |
| ↘4163 | ↘4144 | ↗4152 | ↗4186 | →4186 | ↘4172 |       |

### Национальный состав
На территории Нежинского сельсовета проживают представители разных национальностей: русские, карачаевцы, украинцы, абазинцы, немцы, кабардинцы, армяне, азербайджанцы и многие другие.

## Состав сельского поселения
В состав сельского поселения входят 5 населённых пунктов:
| № | Населённый пункт | Тип населённого пункта          | Население |
| - | ---------------- | ------------------------------- | --------- |
| 1 | Высокогорный     | посёлок                         | ↘76       |
| 2 | Левоберёзовский  | посёлок                         | ↘210      |
| 3 | Нежинский        | посёлок, административный центр | ↘3569     |
| 4 | Правоберёзовский | посёлок                         | ↘108      |
| 5 | Садовая Долина   | посёлок                         | ↘200      |

## Местное самоуправление
Представительный орган муниципального образования Нежинский сельсовет — Совет депутатов Нежинского сельсовета. Который состоит из 10 депутатов, избираемых на муниципальных выборах по одномандатным избирательным округам.